# Tulane University
Tulane University is een Amerikaanse onderzoeksuniversiteit in New Orleans. De universiteit behoort sinds 1958 tot de Association of American Universities.
Het Medical College of Louisiana werd opgericht als publiek medisch college in 1834 en werd een universiteit, de University of Louisiana, met breder programma waaronder een opleiding rechten in 1847. Van 1861 tot 1865 tijdens de Amerikaanse Burgeroorlog was de universiteit vier academiejaren gesloten. De universiteit werd geprivatiseerd met de hulp van giften van Paul Tulane en Josephine Louise Newcomb in 1884, en veranderde uit dank de naam naar de Tulane University of Louisiana. 
Hurricane Katrina veroorzaakte in augustus 2005 zware schade aan de universiteit. De School of Medicine werd voor een jaar georganiseerd in Houston, Texas. De zwaarste schade, met verlies van grote unieke collecties, leed de Howard-Tilton Memorial Library. Het was de tweede keer in de geschiedenis van de instelling dat deze - deels - moest sluiten.
De hoofdcampus van de universiteit is gevestigd in Uptown, op St. Charles Avenue, recht tegenover het Audubon Park. De instelling is buren van Loyola University. Een aparte medische campus, gelegen in het downtown New Orleans Central Business District tussen de Louisiana Superdome en Canal Street huisvest de School of Medicine, de School of Public Health and Tropical Medicine en het complex van het universitair ziekenhuis, het Tulane Medical Center. Daarnaast heeft de universiteit nog meerdere kleinere campussen.
Tot de alumni behoren auteur John Kennedy Toole, Pulitzerprijswinnaar met A Confederacy of Dunces, nog een Pulitzerprijswinnende auteur Shirley Ann Grau, de conservatieve journalist Andrew Breitbart, acteur Paul Michael Glaser, televisiester Jerry Springer, politicus Newt Gingrich, topchirurg Michael DeBakey, Luther Terry en Regina Benjamin, beide ooit Surgeon General of the United States en ruimtevaarder Douglas Hurley.
Tot de faculty behoren twee Nobelprijswinnaars voor de Fysiologie of Geneeskunde, de hoogleraren Louis Ignarro en Andrew Schally. Voormalig Chief Justice of the United States William Rehnquist was er hoogleraar rechten, Mark Rothko was er gastdocent kunst, James Carville doceert er sinds 2008 politieke wetenschappen. 